# Olthy Magda
Olthy Magda (Olty névalakban is) (Budapest, 1912. június 28. – Budapest, 1983. február 22.) Kossuth-díjas magyar színésznő, rendező.

## Pályafutása
Diplomáját 1931-ben szerezte a Színművészeti Akadémián, majd még ebben az évben elvégezte Hevesi Sándor rendezői tanfolyamát is. Alapi Nándor Kamaraszínházában kezdte pályafutását, később a Budai Színkörben és az Új Színházban lépett fel. 1933-ban szerződött a Nemzeti Színházhoz, melynek nyugdíjba vonulásáig, 1968-ig tagja volt. 1948 és 1962 között beszédművészetet tanított a Színház- és Filmművészeti Főiskolán, 1957-től 1962-ig annak igazgatója volt. Tevékenykedése alatt nyílt meg 1959 februárjában az Ódry Színpad, létrehozásában aktívan közreműködött. 1935-től filmekben is szerepelt.
Férje Pálos György színművész volt. Több évtizedig voltak Nagykovácsi lakói.

## Színpadi szerepei
- Piroska (Csiky Gergely: A nagymama)
- Mariska (Szigligeti Ede: Liliomfi)
- Hermia (William Shakespeare: Szentivánéji álom)
- Susanne (Beaumarchais: Figaro házassága vagy egy bolond nap)
- Beatrice (Shakespeare: Sok hűhó semmiért)
- Marianne, Dorine (Molière: Tartuffe)
- Ledér, Ilma (Vörösmarty Mihály: Csongor és Tünde)
- Varja (Csehov: Cseresznyéskert)
- Emilia (Shakespeare: Othello)
- Canina (Ben Jonson: Volpone)
- Toinette (Molière: A képzelt beteg)
- Candida (George Bernard Shaw: Candida)
- Bryantné (Arnold Wesker: Gyökerek)
- Margit (Németh László: Villámfénynél)
- Fruzsina (Molière: A fösvény)
- Dajka (Marin Drzic: Dundo Maroje)
- Cherry-May Waterton (Noël Coward: Akt, hegedűvel)
- Pludekné (Václav Havel: Kerti ünnepély)
- Lizaveta (Leonov: Hóvihar)
- Gerarda (Lope de Vega: A furfangos menyasszony)
- Özvegy Quinné (John Millington Synge: A nyugati világ bajnoka)
- Nicole (Molière: Az úrhatnám polgár)
- Mária (Davidoglu: Bányászok)
- Nádjezsda (Kornyejcsuk: Bodzaliget)
- Goreva Alekszandra Ivanova (Pavlenko: Boldogság)
- Leonor (Vega: Donna Juanna)
- Rózsáné (Karinthy Ferenc: Ezer év)
- Jelena (Szimonov: Idegen árnyék)
- Glafira (Gorkij: Jegor Bulicsov és a többiek)
- Tverszkája hercegnő (Lev Tolsztoj: Anna Karenina)
- Dunyka (Trenyov: Ljubov Jarovaja)
- Mária (Szabó Pál: Nyári zápor)
- Asszony (Bertolt Brecht: A rettegés birodalma)
- Jahodovska (Mikszáth Kálmán: A Sipsirica)
- Arszenyeva (Gorkij: Szomov és a többiek)
- Rose (Marceau: A tojás)
- Szijjártóné Sohár Lidi (Urbán Ernő: Tűzkeresztség)
- Gálja (Kornyijcsuk: Ukrajna mezőin)
- Béjart kisasszony (Molière: A versailles-i rögtönzés)
- Mária, Olivia komornája (Shakespeare: Vízkereszt, vagy amit akartok)
- Fordné (Shakespeare: A windsori víg nők)

## Főbb rendezései
- Peter Zvon: Sírva vigadunk
- Lope de Vega: A furfangos menyasszony
- Sándor Kálmán: A harag napja

## Filmjei
- A királyné huszárja (1935)
- A nagymama (1936)
- Vihar (1952)
- Dandin György, avagy a megcsúfolt férj (1955)
- Ünnepi vacsora (1956)
- Melyiket a kilenc közül? (1957)
- Hogy szaladnak a fák! (1966)

## Díjai, elismerései
- Farkas–Ratkó-díj (1935)
- Jászai Mari-díj (1954)
- Kossuth-díj (1955)
- Érdemes művész (1960)
- Kiváló művész (1968)